# Gà H'Mông
Gà H'Mông hay còn gọi là gà Mông, gà Mông đen hay gà Mèo hay gà xương đen là một giống gà nội địa của Việt Nam có nguồn gốc ở miền núi phía Bắc, được dân tộc H'Mông nuôi thả quảng canh, chúng nuôi giữ giống gốc là một trong những giống gà đặc sản. Giống gà H'Mông là giống gà quý hiếm, có đặc điểm là thịt đen, xương đen, hàm lượng mỡ trong thịt ít, thịt chắc và thơm ngon vào bậc nhất trong các giống gà ở Việt Nam hiện nay. Ngoài việc sử dụng làm thực phẩm, người đồng bào H'Mông còn nấu cao để bồi bổ sức khoẻ. Hiện nay gà H'Mông thương phẩm được coi là món ăn đặc sản.

## Đặc điểm

### Mô tả
Đây là giống có ngoại hình cao to, mào dâu, mào cờ, nhiều lông, phổ biến nhất là lông màu hoa mơ, đen, trắng tuyền, gà H'Mông lượng mỡ rất ít, thịt dai chắc, thơm ngọt, xương, thịt có thể làm thuốc chữa bệnh, nhìn chung, chúng có thịt, xương có màu đen, chân có bốn móng, hàm lượng mỡ trong thịt ít nên ăn không bị ngán. Đặc biệt là ăn thịt chắc, giòn, thơm ngon. Trung bình mỗi con gà trưởng thành nặng từ 2 kg đến 3 kg. Gà nuôi khoảng hơn 5 tháng, trọng lượng đạt từ 1,5-1,8 kg bắt đầu đẻ trứng.
Gà con 01 ngày tuổi cả con trống và con mái đều có màu lông hung nâu, hung đen và sọc dưa. Gà trưởng thành có hình dáng cân đối, chân cao màu đen, màu sắc lông đa dạng, phần lớn có màu da thịt đen và phủ tạng đen, số ít da trắng, thịt trắng. Gà H'Mông có chất lượng thịt thơm ngon, ít mỡ và được người tiêu dùng coi như là một giống gà thuốc và bồi bổ cơ thể. 
Gà Mông đen rất giống với gà rừng, gà ác nên trên thị trường hiện nay, có rất nhiều loại gà Mông đen, nhưng là loại lai tạp. Điểm khác biệt lớn nhất là gà Mông đen chính gốc có đầu, mào, chân 4 ngón, máu và nội tạng đen hoàn toàn. Cân nặng trung bình gà Mông đen trưởng thành từ 2 kg đến 3 kg/con, cá biệt có những con nặng hơn 3.5 kg,hàm lượng mỡ trong thịt ít, thịt săn chắc. Trong khi gà ác chân có 5 ngón, mào đỏ hoặc có lông trên mào, lông ống chân

### Thể chất
với gà sinh sản, nuôi đến 8 tuần tuổi có tỷ lệ nuôi sống là 93%, 20 tuần tuổi đạt trên 85%. Trọng lượng cơ thể lúc 8 tuần tuổi là 747g đối với con trống và 626 g đối với con mái, lúc 20 tuần tuổi con trống nặng 3 kg và con mái nặng 2,8 kg. Trong quá trình đẻ trứng, khối lượng cơ thể gà vẫn tăng lên, lúc 38 tuần tuổi (9 tháng tuổi) gà trống có khối lượng là 2023 g và gà mái là 1565g. Tiêu tốn thức ăn cho 01 gà trong giai đoạn từ 1-9 tuần là 1,95 kg, từ 10-20 tuần là 5,7 kg/mái, tiêu tốn thức ăn cho 10 trứng là 3,26 kg.
Gà đẻ quả trứng đầu tiên lúc 140 ngày tuổi. Năng suất trứng của gà tăng dần qua các tuần đẻ và đạt đỉnh cao ở 30 tuần tuổi (50%) sau đó giảm dần và giữ ở mức 27-37% do gà có hiện tượng ấp bóng và thay lông. Tính đến 60 tuần tuổi, năng suất trứng/mái là 92 quả. Khối lượng trứng gà H'Mông đạt ổn định là 45g. Khi đưa trứng vào ấp nở thì cho thấy tỷ lệ trứng có phối đạt cao (98%) và tỷ lệ nở/ tổng trứng ấp đạt 88%.

## Chăn nuôi
Giống gà này chủ yếu được nuôi ở các tỉnh miền núi phía bắc với số lượng ít cộng với khả năng sinh sản thấp do vậy khó phát triển thành sản phẩm hàng hóa nhưng trong những năm gần đây, nhiều người chăn nuôi quan tâm đặc biệt đến giống gà này. Đây là giống gà rất dễ nuôi, sau khi úm 1 tháng thì thả vườn nuôi tự nhiên, gà H'Mông thích nghi tốt với điều kiện thời tiết, khí hậu và phù hợp với phương thức chăn nuôi bán chăn thả của người dân địa phương, giống gà này có sức đề kháng rất tốt, hầu như không bị bệnh tật gì trong quá trình chăn nuôi, tỷ lệ gà sống đạt gần 100%.
Gà Mông đen dễ nuôi hơn so với các loại gà khác, thức ăn là những loại rau như rau muống, rau lấp trộn với cám ngô, sắn, lúa mỗi đợt đẻ từ 10 - 12 quả, quả nhỏ như trứng gà ri, mùi rất thơm. Gà nuôi từ 133 đến 141 ngày bắt đầu đẻ trứng, năng suất từ 66 - 74 quả/mái/năm, tỷ lệ ấp nở từ 77 - 79%. Đối với gà H'Mông thương phẩm (nuôi 12 tuần tuổi), tỷ lệ nuôi sống từ 94 - 97%, trọng lượng đạt từ 1 - 1,1 kg/con.
Nuôi thịt đến 12 tuần tuổi gà có tỷ lệ nuôi sống 93%, khối lượng gà đạt bình quân 1052g, tiêu tốn thức ăn/con là 3958g.Hiện nay, để nâng cao năng suất sinh sản của giống gà này, các nhà khoa học một mặt đang tập trung vào nghiên cứu chọn lọc nhân thuần, mặt khác tiến hành lai tạo giống gà này với các giống gà khác như gà Ai Cập (ưu thế về năng suất trứng) để tạo ra con lai có năng suất trứng cao.